# Edmond Crahay
Edmond Norbert Maria Crahay (Antwerpen, 1883. szeptember 2. – 1957. március 29.) olimpiai bronzérmes belga vívó.
Az 1906. évi nyári olimpiai játékokon, Athénban indult, amit később nem hivatalos olimpiává nyilvánított a Nemzetközi Olimpiai Bizottság. Ezen az olimpián három vívószámban indult: csapat párbajtőrvívásban bronzérmes lett, és tőrvívásban és párbajtőrvívásban nem szerzett érmet.